# Педро Сарм'єнто
Педро Сарм'єнто (ісп. Pedro Sarmiento; 26 жовтня 1956, Медельїн — 30 жовтня 2024) — колумбійський футболіст, що грав на позиції півзахисника за клуб «Атлетіко Насьйональ», а також національну збірну Колумбії.

## Клубна кар'єра
У дорослому футболі дебютував 1977 року виступами за команду «Атлетіко Насьйональ», кольори якої і захищав протягом усієї своєї кар'єри гравця, що тривала дев'ять років. 

## Виступи за збірні
1980 року  захищав кольори олімпійської збірної Колумбії на тогорічних Олімпійських іграх у Москві.
Того ж 1980 року дебютував в офіційних матчах у складі національної збірної Колумбії. Був у її складі учасником розіграшу Кубка Америки 1983 року.
Загалом протягом кар'єри у національній команді, яка тривала 6 років, провів у її формі 37 матчів, забивши 3 голи.